# Царинник, Марк
Марк Цари́нник (Марко́ Цары́ннык, англ. Marco Carynnyk, укр. Марко Царинник; 1944 году, Берлин, Германия) — американо-канадский литератор и историк, пишущий на английском и украинском языках, переводчик на английский язык.

## Биография
После окончания Второй мировой войны находился с родителями в лагере перемещённых лиц, в Аугсбурге (Австрия), позже переехал с родителями в Филадельфию (США), где он получил среднее и высшее образование. Изучал английскую литературу в Пенсильванском университете. К концу 1960-х годов переехал в Торонто (Канада), где живёт и работает как переводчик и публицист.
Марк Царинник как поэт дебютировал на страницах журнала «Сучаснисть» (Мюнхен) в 1963 году. Марк Царинник — представитель так называемой Нью-Йоркской группы украиноязычных поэтов. Он не выдал ни одной поэтической книги, публикуясь исключительно в литературной периодической прессе и в сборниках на Западе до 1985 года, после чего прекратил издание своих стихов. Сотрудничал с журналами «Факел», «Украина и мир», «Сучаснисть», ежегодником «Новые поэзии» («Издательство Нью-Йоркской группы», Нью-Йорк, 1965, 1967 и 1970—1971), печатался в антологии современной украинской поэзии на Западе «Координаты» (издательство «Сучаснисть», Мюнхен, 1969, составители — Богдан Бойчук и Богдан Т. Рубчак). Автор литературо- и киноведческих статей, исследования на английском языке «Поэт и кинорежиссер» (об Александре Довженко, 1973), осуществил переводы на английский язык, в том числе «Бельмо» М. Осадчего (1976), «В карнавале истории» Л. Плюща (1979), «Тени забытых предков» М. Коцюбинского (1981) и др. Член Национального Союза писателей Украины.

## История и публицистика
Марко Царинник исследовал массовое убийство евреев в Золочеве (Львовская область) в начале июля 1941 года, и на основе немецких документов продемонстрировал активное участие членов ОУН в этой акции.
Изучал позицию ОУН-УПА по еврейскому вопросу, опубликовал «Автобиографию» Ярослава Стецко, написанную им летом 1941 года и содержащую русофобские и антисемитские выпады, обнаружил другие свидетельства антиеврейских взглядов руководства ОУН и продемонстрировал ложность послевоенных заявлений Я.Стецько, утверждавшего, что он препятствовал антиеврейским акциям.
Автор англоязычных публицистических статей и книг про голод на Украине в 1932—1933 годах.

## Переводы
- «The Poet As Filmmaker — selected writings» (Поэт как фильмотворец — Избранное), Александр Довженко, Cambridge-London, 1973.
- «Cataract» (Бельмо), Михаил Осадчий, New York-London, 1976.
- «History’s Carnival» (В карнавале истории), Леонид Плющ, New York-London, 1977, 1979.
- «Shadows of Forgotten Ancestors» (Тени забытых предков), Михаил Коцюбинский, Littleton, 1981.
- «The Madonna of Chornobyl» (Чорбыльская мадонна), Иван Драч, двуязычное издания, Toronto, 1988.
- «Crowning the Scarecrow» (Коронация чучела), Игорь Калинец, двуязычное издания, Toronto, 1990.
- «A Kingdom of Fallen Statues», Оксана Забужко, переводной сборник стихов и эссе, Toronto, 1996.
- «Two Lands, New Visions: Stories from Canada and Ukraine», антология малой прозы украинских писателей, сопереводчик с Мартой Горбань, Toronto, 1999.